# Эриксен, Биргер
Биргер Кристиан Эриксен (норв. Birger Kristian Eriksen; 17 ноября 1875, Флакстад, Шведско-норвежская уния — 16 июля 1958, Осло, Норвегия) — норвежский военный деятель, участник Второй мировой войны. 

## Биография
Родился в семье торговца и капитана корабля Каспара Эдварда Эриксена в Флакстаде. Биргер Эриксен ушел из дома в возрасте 12 лет, после чего отправился в Кристианию учиться. После того, как Эриксен окончил среднюю школу в 1893 году, он учился в техническом колледже в Шарлоттенбурге. В 1896 году он начал свою военную карьеру по окончании Норвежской военной академии. К 1901 году он достиг звания капитана в норвежской береговой артиллерии, а к 1915 году - звания майора. 
21 ноября 1903 года Эриксен женился на Кристиане Сэли. К 1930 году у супружеской пары родились сын и две дочери.
В 1931 году он дослужился до звания полковника, а два года спустя получил должность коменданта крепости Оскарсборг.

## Вторая мировая война и потопление «Блюхера»
Утром 9 апреля 1940 года немецкий военный флот был замечен в заливе Осло-фьорд. После полковник Эриксен получил сообщение из крепости Ослофьорд о том, что неизвестные (на тот момент) корабли миновали укрепления, проигнорировав предупредительный выстрел. Эриксен был озадачен тем, что ситуация пошла вразрез с его инструкциями. Его оценка заключалась в том, что корабли вторгнувшихся не остановились для предупредительного выстрела напротив крепости Ослофьорд, и что следующим шагом после инструкции, следовательно, должен быть прицельный огонь боевыми патронами. После он отдал приказ гарнизону открыть огонь без предупреждения. Первым шел тяжелый крейсер «Блюхер».
Первый 28-сантиметровый снаряд попал в «Блюхер» прямо перед кормовой мачтой и, пробив борт, поджег мидель корабля до фок-мачты. Вскоре после этого второй снаряд попал в основание одной из передних 20,3-сантиметровых орудийных башен, вызвав пожары на борту. После обстрела норвежской артиллерией корабль прекратил ход, после чего капитан приказал покинуть судно, и в 7:22 «Блюхер» затонул. Только после эвакуации и капитуляции экипажа выяснилось, что вторгнувшимися в норвежские воды оказались немцы. 
Вследствие потопления корабля Эриксен фактически задержал оккупацию на 1 день, что позволило правительству Норвегии эвакуировать 48,8 тонн золота из страны.

## Критика
Хотя Эриксен был удостоен чести за свои усилия после войны, он также подвергся критике со стороны правительственных следователей, которые считали, что он сдал укрепления раньше, чем было необходимо. Эриксен заявил, что действовал под огромным давлением и что фактически открыл огонь по немецким захватчикам вопреки действующему приказу.

## После войны
После войны был членом муниципального совета в Фрогне, а будучи пенсионером, заседал в городском совете Дрёбака. 
Биргер Эриксен умер как прославленный герой войны 16 июля 1958 года.

## Память
Окончательное признание заслуг Эриксена и опровержение ранней послевоенной критики некоторых его действий состоялось во время празднования 50-летия окончания Второй мировой войны. 6 мая 1995 года король Харальд V открыл памятник Эриксену на площади Борггорден в главном форте Оскарсборга.
Также был открыт бюст в Дрёбаке.